# بيروفات سينثاز
في علم الإنزيمات ، البيروفات سينثاز pyruvate synthase هو إنزيم يحفز التحويل بين البيروفات و الأسيتيل CoA.
ويسمى أيضًا بيروفات: فيروكسين أوكسيريدوكتاز (PFOR).
توازن التفاعل المقصود يكون محفز بواسطةpyruvate:ferredoxin oxidoreductase ( PFOR طبقا لــلتفاعل :
pyruvate + CoA + oxidized ferredoxin {\displaystyle \rightleftharpoons } acetyl-CoA + CO2 + reduced ferredoxin
الركائز الثلاث لهذا الإنزيم هي البيروفات ، و CoA ، والفيروكسين المؤكسد ، حيث أن منتجاته الثلاثة هي أسيتيل CoA ، وثاني أكسيد الكربون ، والفيروكسين المختزل.

## وظيفته
يشارك هذا الإنزيم في 4 مسارات استقلابية : استقلاب البيروفات ، استقلاب البروبانوات ، استقلاب البوتانوات ، ودورة الكربوكسيل الاختزالية (تثبيت ثاني أكسيد الكربون CO2 ).
دوره الرئيسي هو استخراج معادلات الاختزال عن طريق نزع الكربوكسيل. في الكائنات الهوائية ، يتم تحفيز هذا التحويل عن طريق نازعة هيدروجين البيروفات ، كما يستخدم بيروفوسفات الثيامين (TPP) ولكنه يعتمد على ليبوات كمستقبل للإلكترون. على عكس مركب الإنزيم الهوائي ، ينقل PFOR المعادلات التي تقلل المكافئات إلى مركبات الفلافين أو مجموعات الحديد والكبريت. تربط هذه العملية تحلل السكر بمسار Wood – Ljungdahl .

## التسمية
ينتمي هذا الإنزيم إلى عائلة oxidoreductases ، وتحديدًا تلك التي تعمل على مجموعة aldehyde أو مجموعة oxo من المركب العاطي "بروتين الحديد والكبريت" كمستقبل.  الاسم المنهجي لفئة الإنزيم هذه هو البيروفات: فيروديوكسين 2-أوكسيريدوكتاز (CoA-acetylating) . تشمل الأسماء الأخرى الشائعة الاستخدام ما يلي:
- أوكسيريدوكتاز البيروفات ،
- مركب بيروفات ،
- البيروفات: فيفيروكسين أوكسيريدوكتاز ،
- أوكسيريدوكتاز بيروفيك-فيفيروكسين.

## البنية
تتبنى بيروفات: فيروكسين أوكسيريدوكتاز PFOR هيكلًا خافتًا ، بينما تتكون كل وحدة فرعية أحادية من سلسلة (أو سلاسل) متعددة من عديد الببتيدات.  تتكون كل وحدة فرعية أحادية من PFOR من ستة أجزاء تربط جزيء TPP بثلاث مجموعات من [4Fe-4S]. 

## آلية التحفيز
يبدأ تفاعل PFOR بالتدخل النووى لـ C2 من TPP على " الكربون 2-oxo "م ن البيروفات ، والذي يشكل مقاربة لاكتيل- TPP. بعد ذلك يطلق مقرب اللاكتيل-TPP جزيء CO2 ، مكونًا وسيطًا أنيونيًا ، الذي يقوم بعد ذلك بنقل الإلكترون إلى مجموعة [4Fe-4S]. تؤدي هذه الخطوات إلى وسيط جذري ثابت يمكن ملاحظته من خلال تجارب الرنين المغنطيسي الإلكترون (EPR). يتفاعل الوسيط الجذري مع جزيء CoA ، وينقل إلكترونًا آخر من وسيط جذري إلى مجموعة [4Fe-4S] ويشكل المنتج أسيتيل-CoA. 

## المثبطات
- Nitazoxanide هو دواء واسع الطيف مضاد للطفيليات ومثبط PFOR معتمد من إدارة الأغذية والعقاقير الأمريكية والذي يستخدم لعلاج داء الجيارديات وداء الكريبتوسبوريديوس . [5] [6]
- تيزوكسانيد ، مستقلب نشط للنيتازوكسانيد
- Amixicile ، مشتق من نيتازوأوكسانيد قابل للذوبان في الماء ، وهو مثبط قوي لبيروفات: ferroxin oxidoreductase وهو قيد الدراسات قبل السريرية لعلاج عدوى Helicobacter pylori وClostridium difficile . [7] [8]